# Rafaėl' Grač
Rafaėl' Davydovič Grač (in russo Рафаэль Давыдович Грач?; Murygino, 6 agosto 1932 – Mosca, 14 giugno 1982) è stato un pattinatore di velocità su ghiaccio sovietico.

## Palmarès

### Olimpiadi invernali
- Argento a Cortina d'Ampezzo 1956 nei 500 metri.
- Bronzo a Squaw Valley 1960 nei 500 metri.